# Eupithecia jizlensis
Eupithecia jizlensis là một loài bướm đêm trong họ Geometridae.